# خراج الكبد القيحي
خراج الكبد القيحي (بالإنجليزية: Pyogenic liver abscess) هو نوع من خراجات الكبد، تسببه الجراثيم. وهو حالة غير شائعة تشكل تحديات تشخيصية وعلاجية للأطباء. إذا تركت دون علاج، فإن هذه الآفات تكون قاتلة.
تم التعرف على خراجات الكبد منذ زمن أبقراط. في عام 1883، وصف العالم كوخ الأميبا كسبب لخراج الكبد. في عام 1938، نشر Ochsner و Debakey أكبر سلسلة من حالات خراجات الكبد القيحية والأميبية. منذ أواخر القرن العشرين، أصبح النزح عبر الجلد خيار علاجي مفيد.

## الفيزيولوجيا المرضية
يمكن للجراثيم المقيحة الوصول إلى الكبد من خلال الانتشار المباشر من الأعضاء المتجاورة أو عبر وريد الباب أو الشريان الكبدي.

## المسببات الجرثومية الشائعة
تحتوي معظم الخراجات على أكثر من نوع جرثومي واحد، وعادة ما تكون من منشأ صفراوي أو معوي. يكون زرع الدم إيجابي في 33-65 ٪ من الحالات، مع نتائج إيجابية للزرع من الخراجة في 73-100 ٪.
- تتضمن الجراثيم الأكثر عزلاً من زرع الدم والخراج ما يلي:

1. العصيات القولونية 33%.
2. الكلبسيلة الرئوية 18%.
3. أنواع من العقديات 37%.

## الأسباب

### المرض الصفراوي
يشكل المرض الصفراوي حوالي 21-30 ٪ من الأسباب. 
حيث أن انسداد الأقنية الصفراوية خارج الكبدية يؤدي إلى التهاب الطرق الصفراوية الصاعدة وتشكل خراجات، تحدث هذه الانسدادات عادة بسبب حصاة في الطرق الصفراوية، أو أورام (حميدة أو خبيثة)، أو تضيقات بعد الجراحة.

### العدوى عبر وريد الباب
تشكل العدوى عبر وريد الباب 20% من الأسباب.
 تحدث العملية الإنتانية في البطن وتنتقل إلى الكبد عبر وريد الباب. يعد التهاب الزائدة الدودية والتهاب وريد الباب أسباب هامة للعدوى. على أية حال، فإن أي مصدر للخراجات داخل البطن (مثل التهاب الرتوج، الداء المعوي الالتهابي، وانثقاب حشا أجوف) قد تسبب تقيح وريد الباب وخراجات كبدية.

### دموي المنشأ
تحدث العدوى دموية المنشأ (عبر الشريان الكبدي) نتيجة لتجرثم الدم تالي لالتهاب الشغاف الجرثومي أو الإنتان البولي أو نتيجة تعاطي المخدرات الوريدية.

### الرضوض
تشكل الرضوض الكليلة والنافذة وتنخر الكبد نتيجة إصابة غير مقصودة للأوعية أثناء استئصال المرارة بالتنظير أسباب معروفة لحدوث الخراجات الكبدية.

### مجهول السبب
تعتبر حوالي نصف الحالات مجهولة السبب.
ومع ذلك، يلاحظ زيادة الحدوث عند مرضى السكري أو النقائل السرطانية. يجب تقييم القنوات الصفراوية والجهاز الهضمي عند المرضى الذين يصابون بشكل متكرر بخراجات كبدية مجهولة السبب .

## الوبائيات
تعتبر خراجات الكبد القيحية أهم نوع للخراجات الحشوية.

## عوامل الخطورة
تتضمن عوامل الخطورة للإصابة بخراج الكبد القيحي ما يلي:
- الداء السكري.
- أمراض كبدية صفراوية.
- أمراض معثكلية.
- زرع الكبد.
- استخدام دائم لمثبطات مضخة البروتون.

## الأعراض والعلامات

### الأعراض
تتضمن الأعراض ما يلي:
- ألم بطني.
- حمى وعرواءات.
- فقدان الشهية ونقص الوزن.
- سعال وألم صدري جنبي.

### العلامات
تتضمن العلامات مايلي:
- مضض في الربع العلوي الأيمن من البطن.
- ضخامة كبدية.
- يرقان.
- موجودات بفحص الصدر.

## الاختلاطات
تحدث الاختلاطات نتيجة تمزق الخراج إلى الأعضاء المجاورة أو تجاويف الجسم.
تقسم الاختلاطات إلى نوعين اختلاطات صدرية جنبية واختلاطات داخل البطن.

### الاختلاطات الصدرية الجنبية
وهي الأشيع. تتضمن التهاب الجنبة، انصباب الجنب، دبيلة، وناسور قصبي كبدي.

### الاختلاطات داخل البطن
وهي أيضاً شائعة. تتضمن خراج تحت الحجاب الحاجز، وتمزق الخراج ضمن جوف البطن، المعدة، القولون، الوريد الأجوف، أو الكلية.

## الإنذار
في حال عدم علاج خراج الكبد القيحي فإن ذلك سيؤدي للوفاة في 100% من الحالات.
أدى التشخيص الباكر، النزح المناسب للخراج، والعلاج بالصادات لفترة طويلة إلى تحسن الإنذار بشكل ملحوظ، حيث انخفض معدل الوفيات إلى 15-20٪.

### العوامل المسيئة للإنذار
- عمر أكبر من 70 سنة.
- خراجات متعددة.
- إنتان بجراثيم متعددة.
- وجود خباثة مرافقة أو مرض مثبط للمناعة.[11]
- دليل على تجرثم الدم.[12]

## التشخيص

### مخبرياً
- تعداد دم كامل (قد نجد فقر دم، زيادة في تعداد البيض).
- سرعة التثفل (ترتفع عادة).
- الأنزيمات الكبدية (حيث ترتفع الفوسفاتاز القلوية، ناقلات الآمين).
- البيلروبين (عادة يرتفع).
- مستوى الألبومين (ينقص عادة عن < 3 غ/دل)، ومستوى الغلوبيولين (يزداد عادة عن >3 غ/دل).
- زمن البروثرومبين (يرتفع).

### شعاعياً
- تعتبر الأمواج فوق الصوتية ذات حساسية 80-100%.[13] حيث تظهر الخراج القيحي ككتلة مستديرة أو بيضوية ناقصة الصدى.
- يستخدم التصوير بالطبقي المحوري لدراسة آفات الكبد، حيث له حساسية مشابهة للأمواج فوق الصوتية ولكنه يفتقر للنوعية.

## العلاج
- على الرغم من أن معظم خراجات الكبد تعالج في الوقت الحاضر بالصادات الحيوية والنزح عبر الجلد الموجه بالأمواج فوق الصوتية أو التصوير الطبقي المحوسب، إلا أن النزح الجراحي لا يزال مطلوب في بعض الحالات.
- تتضمن المقاربة العلاجية المقبولة حالياً الخطوات الثلاث التالية:[14]
  - بدء العلاج بالصادات الحيوية.
  - الرشف التشخيصي ونزح الخراج عبر الجلد.
  - النزح الجراحي في المرضى المختارين.

### الصادات الحيوية
عادة يتم إعطاء نوعين أو أكثر من الصادات الحيوية معاً. هذه الطريقة فعالة في المرضى الذين يعانون من خراجات وحيدة الجوف أصغر من 3 سم. يجب أن تغطي الصادات الجراثيم سلبية الغرام واللاهوائيات.
- الميترونيدازول والكليندامايسين يوفران تغطية جيدة للجراثيم اللاهوائية.
- بينما الجيل الثالث من السيفالوسبورين والأمينوغليكوزيدات يوفران تغطية جيدة للجراثيم سلبية الغرام.

### النزح عبر الجلد
معدل نجاح النزح عبر الجلد 80-87 ٪.
- يتم إجراء النزح الموجه بواسطة الأمواج فوق الصوتية (إذا كان الخراج صغير أو سطحي)[16] أو الموجه بواسطة التصوير المقطعي المحوسب خاصة في حال وجود خراجات متعددة، ثم يتم وضع قسطرة تصريف.
- يعتبر النزح عبر الجلد فاشلاً في حال:

```
لم يحصل تحسن، أو إذا ساءت الحالة خلال 72 ساعة من النزح، أو إذا تكرر تشكل الخراج على الرغم من النزح الكافي. 
```

- عند فشل النزح نقوم إما بإعادة النزح عن طريق إدخال قسطرة ثانية أو إجراء نزح جراحي.

### النزح الجراحي
- سابقاً كان النزح الجراحي هو العلاج الأساسي للخراج القيحي ولكن حالياً يتم إجراؤه في حالات محددة:
  - خراجات أكبر من 5 سم.
  - خراجات غير قابلة للنزح عبرالجلد بسبب موقعها.
  - وجود أمراض مرافقة داخل البطن تتطلب تدخل جراحي.[17]
  - فشل العلاج بالصادات.
  - فشل الرشف عبر الجلد.[18]
  - فشل النزح عبر الجلد.

- يمكن تحقيق النزح الجراحي لخراج الكبد القيحي عبر إحدى ثلاث طرق:
  - عبر الجنب.
  - خارج الصفاق.
  - عبر الصفاق.
- يجب التفكير باستئصال الكبد في الحالات التي لا يفيد فيها النزح أو الصادات الحيوية كعلاج. وتشمل الأمثلة على ذلك العدوى الثانوية لخباثة كبدية والخراجات الكبدية المرتبطة بالأمراض الحبيبية المزمنة في مرحلة الطفولة.
- قد يستلزم الأمر استئصال كبدي جزئي مثل وجود فص كبدي أيمن متنخر بسبب إصابة الأوعية الدموية خلال استئصال المرارة بالمنظار، مع وجود خراجات متكررة ثانوية لتضيق الأقنية الصفراوية داخل الكبدية.

## روابط خارجية
- Pyogenic hepatic abscesses في موقع إي ميديسين